# Ruben Gelbord

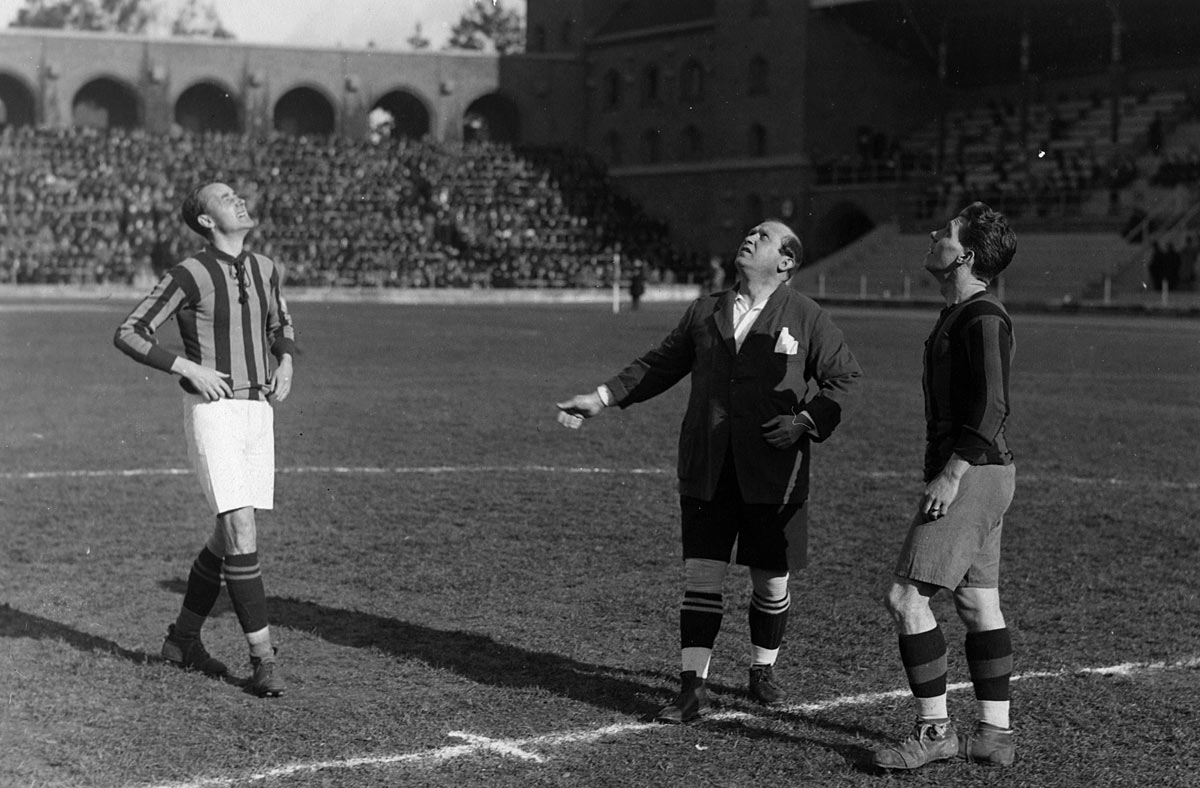
Gelbord (m.) im Oktober 1922 beim Münzwurf vor dem Meisterschaftsendspiel zwischen GAIS und Hammarby IF mit den jeweiligen Mannschaftskapitänen Joel Björkman (GAIS, l.) und Gösta Wihlborg (HIF, r.)

Ruben Gelbord war ein schwedischer Fußballschiedsrichter und -funktionär.

## Werdegang
Gelbord engagierte sich zu Beginn des 20. Jahrhunderts in der Entwicklung des schwedischen Fußballs. Hierbei trat er zunächst insbesondere als Schiedsrichter in Erscheinung und leitete zwischen 1907 und 1910 viermal in Folge das Endspiel um die Svenska Mästerskapet. Parallel gehörte er auch zu den ersten FIFA-Schiedsrichtern und leitete internationale Länderspiele. Auch bei den Olympischen Sommerspielen 1912 leitete er zwei Partien, darunter das Halbfinale zwischen dem späteren Olympiasieger Großbritannien und der finnischen Nationalmannschaft. 1915, 1921, 1922 sowie bei der letzten Austragung der Meisterschaft im Pokalmodus vor Einführung der Titelvergabe in der Allsvenskan im August 1925 war er erneut Schiedsrichter des schwedischen Meisterschaftsendspiels.
1917 wurde Gelbord Gründungsvorsitzender des lokalen Stockholmer Fußballverbandes. Dieses Amt hatte er bis Ende 1927 inne. Bereits vorher hatte er sich im Svenska Fotbollförbundet engagiert und war Mitglied des Auswahlkomitees der schwedischen Nationalmannschaft („Uttagningskommitté“).
Auch im Bandy war Gelbord als Schiedsrichter tätig und leitete hier ebenfalls mehrfach das Endspiel um den schwedischen Meistertitel.